# Winrich Löhr
Winrich Alfried Löhr (* 1. Juli 1961) ist ein deutscher Kirchen- und Dogmenhistoriker mit dem Schwerpunkt Alte Kirche. Seine Brüder Gebhard und Hermut sind ebenfalls Professoren für evangelische Theologie.
Löhr machte sein Abitur 1980 am Aloisiuskolleg in Bonn-Bad Godesberg. Im selben Jahr begann er mit dem Studium, wobei er von der Studienstiftung des deutschen Volkes gefördert wurde. Er wurde 1986 promoviert und habilitierte sich 1993. Von 1996 bis 2000 arbeitete er an der University of Cambridge und trat danach die Professur für Kirchengeschichte an der Universität Hamburg an. Seit 2007 forscht und lehrt Löhr als „Professor für Historische Theologie (Antike und Mittelalter)“ an der Ruprecht-Karls-Universität Heidelberg.
Arbeitsschwerpunkte bilden die Themenbereiche Theologiegeschichte des alten Christentums und Politik und Religion in der Antike sowie die Gnosis. Löhr ist Mitherausgeber des Reallexikons für Antike und Christentum sowie des Jahrbuchs für Antike und Christentum.
Seit 1988 ist Löhr mit der Pfarrerin Dorothee Löhr geb. von Campenhausen verheiratet.

## Schriften
- Die Entstehung der homöischen und homöusianischen Kirchenparteien. Studien zur Synodalgeschichte des 4. Jahrhunderts (= Bonner Beiträge zur Kirchen- und Theologiegeschichte. Band 2). Wehle, Witterschlick/Bonn 1986, ISBN 3-925267-03-4.
- Basilides und seine Schule. Eine Studie zur Theologie- und Kirchengeschichte des zweiten Jahrhunderts (= Wissenschaftliche Untersuchungen zum Neuen Testament. Band 83). Mohr, Tübingen 1996, ISBN 3-16-146300-5.
- Pelagius – portrait of a Christian teacher in late antiquity (= Alexander Souter memorial lectures on late antiquity. Nummer 1). University of Aberdeen, Aberdeen 2007, ISBN 978-0-9530915-3-9.
- Pélage et le pélagianisme (= Les conférences de l’École pratique des hautes études. Band 8). Éditions du Cerf, Paris 2015, ISBN 978-2-204-10574-3 (online).